# Resolutie 717 Veiligheidsraad Verenigde Naties
Resolutie 717 van de Veiligheidsraad van de Verenigde Naties werd op 16 oktober 1991
unaniem aangenomen. De resolutie behelsde onder andere de oprichting van een vredesoperatie in Cambodja.

## Achtergrond
In 1979 werd na de val van het Rode Khmer-regime en met steun van Vietnam en de Sovjet-Unie de Volksrepubliek Kampuchea opgericht. Het land werd gedurende het volgende decennium door Vietnam gecontroleerd
via een marionettenregering. Die werd gedurende dat decennium bevochten door een regering in ballingschap die bestond uit de koningsgezinde Funcinpec, de Rode Khmer en het in 1982 gevormde Nationaal Volksbevrijdingsfront.
In augustus 1989 kwamen de vier partijen en vertegenwoordigers van achttien landen bijeen in de door de VN gesponsorde Conferentie van Parijs. Toen een finaal akkoord eindelijk in zicht was, werd de missie in Cambodja (UNAMIC) opgericht om toe te zien op de naleving van het staakt-het-vuren.

## Inhoud
De Veiligheidsraad:
- Herinnert aan resolutie 668 die het raamakkoord steunde.
- Neemt nota van het ontwerpakkoord.
- Verwelkomt de significante vooruitgang tot een akkoord waarbij het Cambodjaanse volk haar zelfbeschikkingsrecht kan uitoefenen.
- Verwelkomt in het bijzonder de verkiezing van prins Norodom Sihanouk als voorzitter van de Nationale Hogeraad van Cambodja.
- Verder tevreden over de beslissing van de Hogeraad tot een vrijwillig staakt-het-vuren en de afstandname van buitenlandse militaire steun.
- Bedenkt dat de vooruitgang een vervroegde bijeenkomst van de Conferentie van Parijs en een akkoord mogelijk maakt.
- Overtuigd dat zo'n akkoord het conflict in Cambodja eindelijk vreedzaam en duurzaam kan oplossen.
- Merkt de vraag van prins Norodom Sihanouk om snel VN-personeel te sturen op.
- Benadrukt de noodzaak dat de VN aanwezig is na de ondertekening van de akkoorden.
- Overwoog daarom het rapport van de Secretaris-Generaal die de oprichting van een VN-Vooruitgangsmissie in Cambodja voorstelde.

1. Keurt het rapport goed.
2. Beslist onmiddellijk na de ondertekening van de akkoorden een VN-Vooruitgangsmissie in Cambodja op te richten.
3. Roept de Nationale Hogeraad en de partijen op samen te werken met de Missie.
4. Verwelkomt het voorstel van de co-voorzitter van de Conferentie van Parijs om snel bijeen te komen om de akkoorden te tekenen.
5. Vraagt de Secretaris-Generaal tegen 15 november te rapporteren over de uitvoering van deze resolutie en om de Veiligheidsraad op de hoogte te houden van de ontwikkelingen.

## Verwante resoluties
- Resolutie 668 Veiligheidsraad Verenigde Naties (1990)
- Resolutie 718 Veiligheidsraad Verenigde Naties
- Resolutie 728 Veiligheidsraad Verenigde Naties (1992)